# Polder Glies

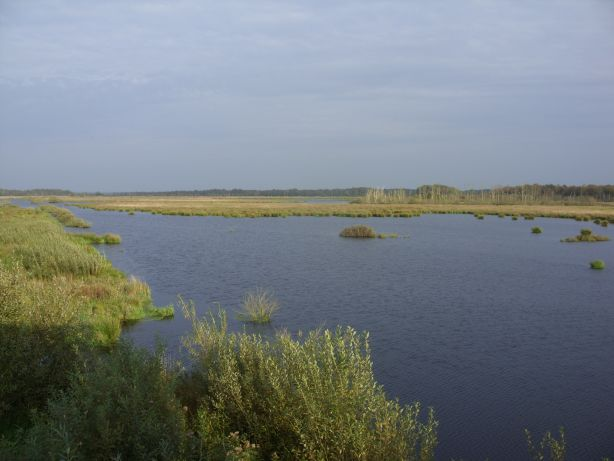
Polder Glies

Der Polder Glies ist ein Überschwemmungsgebiet in der Einheitsgemeinde Schiffdorf im Landkreis Cuxhaven. Er liegt nördlich von Sellstedt am Rande des Naturschutzgebietes „Sellstedter See und Ochsentriftmoor/Wildes Moor“, in das er einbezogen ist. Der Polder ist rund 85 Hektar groß.
Der Polder entstand 1959 im Zuge eines Generalplans zur großräumigen Entwässerung. Der Boden wurde kultiviert und anschließend landwirtschaftlich genutzt. Durch Sackungen des entwässerten Niedermoorbodens wurden viele Flächen aber wieder feuchter, was die landwirtschaftliche Nutzung erschwerte.
Nachdem die landwirtschaftliche Nutzung aufgegeben worden war, wurde der Deich zum Sellstedter See im Herbst 2006 im Rahmen einer Kompensationsmaßnahme für den Bau des Gewerbegebietes Luneort im Bremerhavener Stadtteil Fischereihafen teilweise abgetragen und nach Südosten verlegt. Das vormals stark entwässerte Gebiet wurde wiedervernässt und dient als Hochwassersammelbecken für Hochwasser der Geeste.

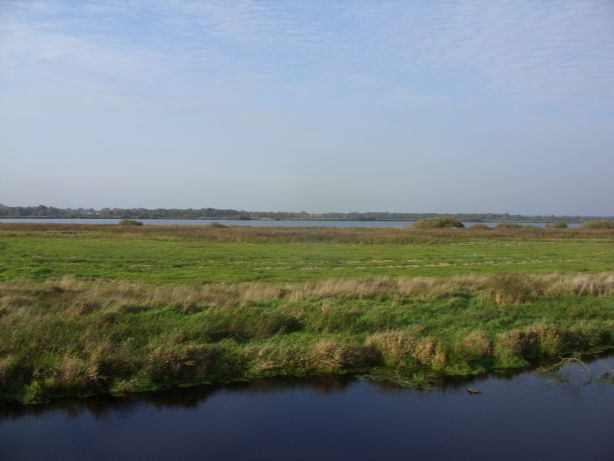
Polder Glies, im Hintergrund der Sellstedter See

Durch die Verlegung des Deiches und die Wiedervernässung des Geländes entstand ein Biotop mit einem gut 54 Hektar großen Flachwasserbereich, von dem eine etwa 28 Hektar große Fläche ein dauerhaftes Stillgewässer bildet. Neben den Flachwasserzonen wird der Polder von ausgedehnten Röhrichtzonen und Nassgrünländern geprägt. Er ist Lebensraum für Wasser-, Wat- und Wiesenvögel und ein bedeutendes Rast- und Überwinterungsgebiet für Zugvögel. So kommen hier u. a. See- und Fischadler, Kranich und Eisvogel vor.
Der Polder Glies ist seit dem 17. September 2010 Bestandteil des Naturschutzgebietes „Sellstedter See und Ochstentriftmoor/Wildes Moor“. Zusammen mit diesem und dem nördlich des Naturschutzgebietes liegenden Polder Bramel bildet er einen Biotopverbund.
Am Rand des Naturschutzgebietes befindet sich zwischen dem Polder und dem Sellstedter See ein Aussichtsturm, von dem aus das Gelände eingesehen werden kann.